# Tibor Sekelj
Tibor Sekelj (n. em 14 de fevereiro de 1912 em Spišská Sobota, no Império Austro-Húngaro; m. em 20 de setembro de 1988 em Subotica, Iugoslávia) foi um jornalista, explorador, escritor e jurista iugoslavo. Realizou expedições pela América do Sul, Ásia e África. Além do húngaro e do croata, ele falava também alemão, espanhol, inglês, francês e esperanto, entre outras. Foi membro da Academia de Esperanto e sócio honorário da UEA, a Associação Universal de Esperanto.